# Al-Hadi
Abu Abdullah Musa ibn Mahdi al-Hadi  was de oudste zoon van Muhammad bin Abdullah al-Mahdi en Khaizuran. Haroen ar-Rashid en Isa waren zijn broers. Zoals zijn vader bekend stond als genereus en vergevingsgezind, was hij het tegendeel en werd hij beschreven als een brute, wraakzuchtige heerser met een slechte reputatie. Zijn dood is nogal obscuur. Hij werd opgevolgd door zijn broer Haroen ar-Rashid.

## Biografie
Al vroeg kreeg hij van zijn vader het oostelijk deel van het rijk, Khorasan, om over te heersen, terwijl Haroen ar-Rashid over het westelijke deel en Armenië heerste. Mogelijk wilde Mahdi deze verdeling  en wie de troonpretendent was rechtzetten, toen hij naar Gorgan in Khorasan reisde en aan zijn einde kwam. Of Mahdi stootte zijn hoofd tijdens de jacht tegen een lage poort van een ruïne of hij at de vergiftigde peer die door zijn favoriete concubine Hasanah voor een concurrente was bedoeld. Maar ook was er het gerucht dat Hadi iets met de dood van zijn vader te maken kon hebben.
Nadat hij kalief was geworden, benoemde Hadi Rabi al-Yunus tot vizier en bleef Yahya de Barmakied hoofdadviseur. De jonge slavin Amat al-Aziz werd de favoriete van de kalief, maar zij was eerder Rabi's liefje geweest. een heftige jaloezie leidde er toe dat het plan van Hadi om zijn vizier om te brengen uit kwam, maar een paar dagen later vond Rabi al-Yunus alsnog de dood door het drinken van een bokaal honing. De moord maakte grote indruk op zijn moeder Khaizuran en broer Haroen ar-Rashid.
Hadi kon het niet verdragen dat zijn moeder Khaizuran als koningin-moeder een belangrijke rol speelde, zelfs in staatszaken en verbood haar zich nog met regeringszaken te bemoeien. Hij probeerde haar ten slotte te vergiftigen door haar een bord rijst aan te bieden met een brief er bij deze excellente rijst vooral met hem te delen. Ze gaf wat aan haar hond, die binnen een paar minuten stierf. Ze stuurde een brief terug met de mededeling dat de rijst gesmaakt had, waarop hij antwoordde dat ze de rijst onmogelijk gegeten kon hebben, omdat hij anders nu van haar af zou zijn! Ook Harun werd verschillende keren bijna vergiftigd door de kalief. Toen hij probeerde te vluchten werd hij samen met Yahya in Bagdad vastgezet.
Hadi werd plotseling ernstig ziek, waarschijnlijk na het innemen van gif dat zijn moeder door zijn drankje had gemengd. De arts zei dat hij binnen negen uur zou sterven. Er werd gezegd dat zijn moeder Khaizuran de periode verkortte door haar oudste zoon door vier slaven met kussens te laten stikken. 
De nacht dat de ene kalief stierf, kwam een tweede op de troon en werd een derde geboren, zoals eerder door Khaizuran was voorspeld: de zogenoemde 'nacht van bestemming'. Want de nacht dat Haroen ar-Rashid hoorde van de dood van zijn broer en dat hij de nieuwe kalief was, kreeg hij het nieuws dat zijn Perzische concubine Marajil bevallen was van hun zoon, Abdallah (Mamoen), de toekomstige kalief.